# METAR
METAR (Meteorological Aerodrome Report, či Meteorological Terminal Air Report) je kód pro pravidelná hlášení aktuálních meteorologických informací, používaný hlavně v letectví. Název je původně zkratka z francouzského message d’observation météorologique régulière pour l’aviation – „pravidelná letecká meteorologická zpráva“.

## Užití
Zprávy METAR se vytvářejí v meteorologických stanicích umístěných nejčastěji na letištích. Obvykle se vydávají jednou za hodinu, na frekventovaných letištích dvakrát za hodinu, pravidelný termín je vždy celá hodina resp. půlhodina. Pokud však dojde v mezidobí k výrazné změně počasí, vydává se zvláštní zpráva označovaná jako SPECI, která se kóduje podle stejných pravidel. Na některých letištích jsou zprávy vytvářeny plně automaticky (v kódu se pak objevuje informativní označení AUTO), jinde mohou být měření sice prováděna automatickými přístroji, ale zprávu poté sestaví a zkontroluje meteorolog.
Jelikož jsou aktuální zprávy METAR pro mnoho letišť dostupné na internetu, používají se i jako zdroj informací pro počítačové programy zobrazující aktuální počasí na různých místech světa.

## Formát
Příklad hlášení METAR:
METAR LKPR 311030Z 22006KT 0600 R24/1000U R31/0900U FZFG SCT002 BKN006 M06/M07 Q1024 24/41//95 31/42//95 NOSIG RMK REG QNH 1022=
Základní struktura hlášení je zhruba následující:
METAR letiště čas vítr dohlednost jevy oblačnost teplota tlak dráhy předpověď poznámky =

### Záhlaví
- METAR označuje typ zprávy: METAR pro pravidelnou zprávu, SPECI pro mimořádnou zprávu (vydanou mimo rozvrh v případě, že se výrazně změní meteorologické podmínky).
- LKPR je čtyřpísmenný ICAO kód letiště, na kterém se měření provádělo (zde letiště Praha-Ruzyně).
- 311030Z indikuje čas měření: první dvě cifry označují den v měsíci (zde 31. v měsíci), další čtyři cifry jsou čas měření (zde 10.30), písmeno Z na konci indikuje, že tento čas je udáván v UTC, tzv. zulu time.

### Vítr a dohlednost
- 22006KT udává směr a rychlost větru: první tři cifry udávají zeměpisný směr větru (tzn. směr odkud vítr fouká) ve stupních (zde vítr vane ze směru 220°), další dvě cifry a indikace jednotky určují rychlost větru, přičemž jako jednotky se zpravidla užívají uzly značené KT (zde tedy vítr o rychlost 6 uzlů), jinak lze použít také metry za sekundu značené MPS či kilometry za hodinu značené KMH. Pokud jsou detekovány nárazy větru, tzn. maximální detekovaná rychlost větru je výrazně odlišná od naměřené rychlosti průměrné, přidává se indikace rychlosti těchto nárazů uvozená písmenem G (gust), například 17015G30KT označuje vítr ze směru 170° o průměrné rychlosti 15 uzlů, v nárazech až 30 uzlů. V případě kolísání směru větru se zde udává průměrný směr a přidává se další skupina indikující rozsah směrů oddělených písmenem V, například 02009KT 340V050 označuje vítr o rychlosti 9 uzlů vanoucí ze směrů mezi 340° a 50°. Zcela proměnlivý směr větru se označuje písmeny VRB (variable) namísto určení směru, např. VRB03KT je proměnlivý vítr o průměrné rychlosti 3 uzly. Bezvětří se značí 00000KT.
- 0600 udává převládající vodorovnou dohlednost v metrech (zde tedy dohlednost 600 metrů), při dohlednosti 10 km nebo více se uvádí 9999. V případě, že v některém směru je dohlednost výrazně nižší než převládající, přidá se údaj o nejnižší dohlednosti doplněný jejím směrem. Celý údaj je pak například 7000 1000SW a označuje převládající dohlednost 7000 metrů a minimální dohlednost 1000 metrů jihozápadním směrem.
- R24/1000U R31/0900U popisuje dráhovou dohlednost, tzn. dohlednost podél vzletových a přistávacích drah. Jednotlivé položky indikují dohlednost v metrech pro jednotlivé dráhy popsané svým číslem (R24 pro dráhu 24 atd.), na konci se může doplnit písmeno U pro vzestupnou či D pro sestupnou tendenci, v případě konstantní dohlednosti lze doplnit N (v příkladu tedy dráhová dohlednost pro dráhu 24 je 1000 metrů a zlepšuje se, pro dráhu 31 je 900 metrů a zlepšuje se). V případě výrazného kolísání dráhové dohlednosti je možno udat minimální a maximální hodnotu oddělené písmenem V (např. R10/0300V0500).

### Význačné jevy
- Dále následují kódy význačných meteorologických jevů; v příkladu indikuje skupina FZFG namrzající mlhu. Jevy jsou označeny dvoupísmennými kódy, před kterými může být opět dvoupísmenný upřesňující modifikátor a případně znaménko + nebo - indikující silnější či slabší jev, nebo kód VC udávající, že jev se vyskytuje mimo letiště, ale v jeho blízkosti.

| Bližší určení                        | Bližší určení | Jev | Jev                                                                                             | Jev |
| Intenzita nebo blízkost              | Popis | Srážky | Zakalení                                                                                        | Ostatní |
| ------------------------------------ | --- | --- | ----------------------------------------------------------------------------------------------- | --- |
| - - Slabý - + Silný - VC V blízkosti | - MI Přízemní - BC Pásy, chuchvalce - PR Částečné pokrytí - DR Nízko zvířený - BL Zvířený - SH Přeháňka - TS Bouřkový - FZ Podchlazené (namrzající) | - DZ Mrholení - RA Déšť - SN Sníh - SG Sněhová zrna - IC Ledové jehličky - PL Zmrzlý déšť - GR Kroupy - GS Malé kroupy, krupky | - BR Kouřmo - FG Mlha - FU Kouř - VA Vulkanický popel - DU Rozsáhlý prach - SA Písek - HZ Zákal | - PO Prachové/písečné víry - SQ Húlava - FC Nálevkovitý oblak (tornádo) - SS Písečná vichřice - DS Prachová vichřice |

### Oblačnost, teplota a tlak
- SCT002 BKN006 popisuje oblaky: u jednotlivých vrstev oblaků je uvedeno jejich množství (pokrytí oblohy) a výška jejich spodní základny nad zemským povrchem. Pro pokrytí se používají zkratky FEW (angl. few) pro skoro jasno (pokrytí 1–2/8), SCT (scattered) pro polojasno (3–4/8), BKN (broken) pro oblačno až skoro zataženo (5–7/8) a OVC (overcast) pro zataženo (pokrytí 8/8). Výška základny příslušné oblačné vrstvy se udává ve stovkách stop (feet, ft). V příkladu je tedy ve výšce 200 ft vrstva pokrývající 3–4/8 oblohy, ve výšce 600 ft pak vrstva s pokrytím 5–7/8. V případě, že nelze rozeznat oblohu (typicky při výskytu husté mlhy), uvádí se kód VV (vertical visibility) pro dohlednost ve svislém směru ve stovkách stop - celá skupina pak má podobu např. VV001 (=oblohu nelze rozeznat, svislá dohlednost je alespoň 100 ft). U význačných konvektivních oblaků se za popis vrstvy přidává přípona CB pro cumulonimbus, nebo TCU (towering cumulus) pro cumulus congestus s velkým vertikálním rozměrem (např. SCT020CB indikuje polojasno s cumulonimbovitou oblačností ve výšce nad 2000 ft). V případě jasné oblohy se používá kód SKC (sky clear); pokud se nevyskytují žádné význačné oblaky, tj. oblaky níže než 5000 ft ani význačné konvektivní oblaky, lze použít kód NSC (no significant clouds). Zpráva METAR AUTO (vydávaná automatem) může obsahovat kód NCD (no clouds detected), pokud přístrojové vybavení stanice neindikuje výskyt oblaků.
- V případě příznivého počasí, tzn. dohlednost 10 kilometrů nebo více, žádná nízká oblačnost (pod 1500 m) nebo pod nejvyšší minimální sektorovou nadmořskou výškou (podle toho, která hodnota je vyšší), žádné cumulonimby ani věžovité cumuly v jakékoli výšce a žádné význačné meteorologické jevy, se místo skupin pro horizontální i dráhovou dohlednost, stav počasí a oblačnost uvádí označení CAVOK (clouds and visibility OK).
- M06/M07 je hodnota aktuální teploty a rosného bodu ve stupních Celsia, písmeno M označuje záporné hodnoty (zde tedy teplota −6 °C, rosný bod −7 °C).
- Q1024 udává aktuální tlak vzduchu v hektopascalech přepočtený na hladinu moře (zde tedy 1024 hPa); v některých státech se tlak udává v inHg, v takovém případě se místo písmene Q používá A, za kterým následuje číslo v setinách palce rtuťového sloupce (např. A2997 pro tlak 29,97 inHg).

### Stav vzletových a přistávacích drah
- 24/41//95 31/42//95 udává aktuální stav povrchu vzletových a přistávacích drah (udává se zejména v zimním období). Každá skupina obsahuje dvouciferné označení dráhy, dále po lomítku jedna cifra udává druh nánosu na dráze a další jeho rozsah (1 pro méně než 10% pokrytí, 2 pro pokrytí 11–25 %, 5 pro znečištění 26–50 %, 9 pro pokrytí 51–100 % povrchu, / označuje, že tloušťka nánosu není hlášena), dále dvě cifry udávající tloušťku nánosu (00 až 90 označuje přímo tloušťku v milimetrech, 92 značí 10 cm, 93 15 cm, 94 pro 20 cm atd. po 98 značící 40 cm nebo více, případně 99 pro označení, že dráha je mimo provoz, nebo // pro nepodstatnou nebo zcela neměřitelnou tloušťku) a na konci dvě cifry udávající koeficient tření nebo brzdící účinek (00 až 90 značí koeficient tření od 0,00 po 0,90, 91, 92 až 95 značí po řadě špatný, střední–špatný, střední, střední–dobrý a dobrý brzdící účinek, 99 označuje nespolehlivý brzdící účinek, // označuje nehlášený brzdící účinek, případně dráha mimo provoz). V příkladu je tedy na dráze 24 hlášeno méně než 10% pokrytí suchým sněhem s nevýznamnou tloušťkou, takže je hlášen dobrý brzdící účinek, na dráze 31 pak také suchý sníh, ovšem pokrývající 11–25 % dráhy.

| Kód | Význam                                        |
| --- | --------------------------------------------- |
| 0   | Čistá a suchá                                 |
| 1   | Mokrá                                         |
| 2   | Mokrá nebo mokré pásy                         |
| 3   | Pokrytá jinovatkou nebo ledem tenčím než 1 mm |
| 4   | Suchý sníh                                    |
| 5   | Mokrý sníh                                    |
| 6   | Rozbředlý sníh                                |
| 7   | Led                                           |
| 8   | Ztvrdlý nebo uježděný sníh                    |
| 9   | Zmrzlé koleje nebo rýhy                       |

### Doplňující informace
- Dále může následovat část udávající krátkodobou předpověď počasí (TREND). Tato část je uvozena klíčovým slovem BECMG, případně TEMPO, pokud má mít očekávaná změna meteorologických podmínek přechodný charakter. Za tímto označením následuje časové určení předpovědi ve formátu stejném jako u předpovědí TAF (v příkladu NOSIG označuje, že není očekávána žádná významná změna počasí).
- Zkratkou RMK (remark) je uvozena část pro poznámky – normou nestanovené doplňkové informace. V Česku se zde uvádí předpovězený oblastní tlak vzduchu označený REG QNH, ve Spojených státech je zde celá skupina informací ve starším formátu.
- Znak = označuje konec zprávy.